# کلد چیلین رکوردز
کلد چیلین رکوردز (انگلیسی: Cold Chillin' Records) یک ناشر موسیقی آمریکایی بود که موسیقی‌هایی را در دوره عصر طلایی هیپ هاپ از اواخر دهه ۱۹۸۰ تا اوایل دهه ۱۹۹۰ منتشر می‌کرد. این ناشر توسط مدیر تایرون ویلیامز تأسیس شد و اکثر انتشارهای آن توسط اعضای گروه Juice Crew بود که بر اساس فعالیت‌های تهیه‌کننده مارلی مارل متمرکز بود. در سال ۱۹۹۸، ناشر تعطیل شد و بخش عمده‌ای از کاتالوگ آن توسط LandSpeed Records خریداری شد.